# Чименеас
Чименеас (ісп. Chimeneas) — муніципалітет в Іспанії, у складі автономної спільноти Андалусія, у провінції Гранада. Населення — 1520 осіб (2010).
Муніципалітет розташований на відстані близько 370 км на південь від Мадрида, 19 км на захід від Гранади.
На території муніципалітету розташовані такі населені пункти: (дані про населення за 2010 рік)
- Кастильйо-де-Тахарха: 422 особи
- Чименеас: 1098 осіб

## Демографія
Динаміка населення (INE ):

## Галерея зображень

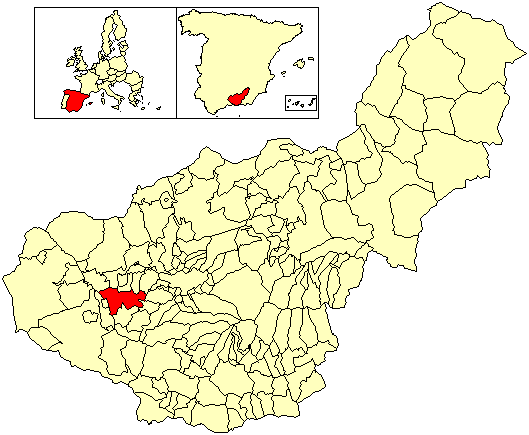
Розташування муніципалітету у провінції Гранада